# Nátrium-hidroxid
A nátrium-hidroxid (kémiai képlete: NaOH; egyéb nevei: lúgkő, marónátron, nátronlúg, marószóda, zsírszóda, marólúg) szervetlen vegyületek csoportjába tartozó fémes bázis. Vízben oldva erősen lúgos oldatot képez. A 18. század előtt ez volt a legelterjedtebb lúg. Először 1736-ban egy francia tudós, Henri Louis Duhamel du Monceau nevezte nátrium-hidroxidnak. A vegyiparban erős bázikus tulajdonsága miatt széleskörűen felhasználják, főleg a textil- és papíriparban, a szappanok és mosószerek gyártásában. 1998-ban a világtermelés kb. 45 millió tonna volt. A nátrium-hidroxidot gyakran használják vegyi laboratóriumokban és a száraztisztításban. A VIII. Magyar Gyógyszerkönyvben  Natrii hydroxidum     néven hivatalos.  

A tiszta nátrium-hidroxid számos formában kapható, például granulátum, pellet, vagy oldott formában. A levegőben található nedvességen kívül a szén-dioxidot is elnyeli, ezért légmentes tartályokban kell tárolni. Vízben rendkívül oldékony, valamint a folyamat erősen exoterm. Etanolban és metanolban is oldható, bár ezekben kevésbé oldódik, mint rokon vegyülete, a kálium-hidroxid. Apoláris oldószerekben (például benzolban) nem oldható. A nátrium-hidroxid sárga bevonatot hagy a fa- és papírfelületeken.

## Fizikai tulajdonságok
- Oldáshő, ΔsolH° vizes, telített oldatban −44,45 kJ / mol; (szilárd anyag oldása vízben)
- Vizes oldatából 12,3–61,8 °C, monohidrát kristályok formájában kiválik. A kristályok olvadáspontja 65,1 °C, sűrűségük 1,829 g/cm³
- Képződéshő, Δf H° −734,96 kJ/mol;
- monohidrát −28 és −24 °C között
- heptahidrát −24 és −17,7 °C között
- pentahidrát −17,7 és −5,4 °C között
- tetrahidrát −5,4 és −12,3 °C között
- Cp moláris hőkapacitás, folyadék: 87 J/mol K, szilárd: 59 J/mol K

## Kémiai tulajdonságok
A nátrium-hidroxid ionos vegyület, vagyis kizárólag hidroxidionokból (OH−), és nátriumionokból (Na+) áll. A nátrium-hidroxid egy nagyon erős bázis, mely savakkal könnyen sót alkot, például a hidrogén-kloriddal reagálva nátrium-klorid (konyhasó), és víz keletkezik.
NaOH(aq) + HCl(aq) → NaCl(aq) + H2O(f)
Általában ezek a semlegesítés típusú reakciók egyszerűbben is felírhatók, amikor csak a hidroxid- és az oxónium-ionokkal foglalkozunk.
OH− + H3O+ → 2 H2O
Ez a fajta reakció erősen exoterm. Ezen reakció segítségével az egyes savak koncentrációját is meg lehet határozni.
A nátrium-hidroxidot más, oxidok alkotta savak semlegesítésére is lehet alkalmazni. Ezek például a szén-dioxid (CO2), vagy a kén-dioxid (SO2). Általában az ipari termelés melléktermékeként felszabaduló káros gázokat lehet az ilyen reakciókkal semlegesíteni, meggátolva ezzel kikerülésüket a légkörbe.
2 NaOH + CO2 → Na2CO3 + H2O
A nátrium-hidroxid az üveggel lassan reakcióba lép, ezért a nátrium-hidroxiddal kapcsolatba kerülő üvegfelületeken nátrium-szilikát bevonat képződik. 
A nátrium-hidroxid a fémek közül a vassal, és a rézzel nem lép reakcióba, viszont az alumíniummal (nátrium-[tetrahidroxo-aluminát(III)] komplex ion keletkezik), a cinkkel (nátrium-[tetrahidroxo-cinkát(II)] komplex keletkezik) viszonylag hevesen reagál. Ezért alumíniumból készült főzőedények, vagy serpenyők tisztítására nem használható. 
A titánt megvédi a felületén keletkező titán(III)- és titán(IV)-oxid réteg, passziválódik.
2 Al(szilárd) + 2 NaOH + 6 H2O → 2 Na[Al(OH)4] + 3 H2(gáz)
Zn(szilárd) + 2NaOH + 2 H2O → Na2[Zn(OH)4] + H2(gáz)
Ón(II)-klorid-oldathoz öntve a nátrium-hidroxid fehér csapadék (Sn(OH)2) képződése közben reagál. A levált ón(II)-hidroxid-csapadék lúgfeleslegben feloldódik.
SnCl2(vízben oldva) + 2 OH− → Sn(OH)2 + 2Cl−
Sn(OH)2 + 2 OH− → [Sn(OH)4]2–
Számos nemfémes elem is reakcióba léphet vele, például foszforral nátrium-hipofoszfitot alkot, szilíciummal pedig nátrium-szilikátot.
Ellentétben a nátrium-hidroxiddal, a legtöbb fém-hidroxid vízben nem oldékony, ezért az NaOH-t különféle fém-hidroxidok kicsapatására is alkalmazzák. Ilyen vegyület például az alumínium-hidroxid, melyet a vízben lévő lebegő részecskék eltávolítására alkalmaznak. Az alumínium-hidroxidot alumínium-szulfát és nátrium-hidroxid segítségével állítják elő.
6 NaOH(vízben oldva) + Al2(SO4)3(vízben oldva) → 2 Al(OH)3(szilárd) + 3Na2SO4(vízben oldva)
A nátrium-hidroxid a különféle karbonsavakkal is heves reakcióba lép. Elég erős bázis ahhoz is, hogy a fenollal sót alkosson. 
A nátrium-hidroxidot az észterek, amidok, és alkil-halidok bázisvezérelt hidrolíziséhez is alkalmazzák. Ennek ellenére általában kálium-hidroxiddal helyettesítik, ugyanis az szerves oldószerekben jobban oldódik.
Ha a hideg, viszonylag híg NaOH oldatba klórgázt vezetnek, nátrium-hipoklorit (a háztartásban jól ismert hipó) keletkezik:
2 NaOH + Cl2 = NaOCl + NaCl + H2O
De több reakció is végbemegy:
- a klór reagál a vízzel is:
Cl2 + H2O = HOCl+HCl
- a keletkezett HOCl (hipoklórossav) reagál a NaOH-dal, és NaOCl keletkezik.
- a keletkezett HCl reagál a NaOH-dal, és NaCl keletkezik.

## Előállítása
1998-ban a világon 45 millió tonna nátrium-hidroxidot állítottak elő. Ebből Észak-Amerika és Ázsia körülbelül 14-14 millió tonnát, míg Európa 10 millió tonnával járult hozzá a szükségletek kielégítéséhez. 

### Előállításának menete
A nátrium-hidroxidot általában a klórral, és a hidrogénnel együtt szokták előállítani. A folyamat vízben oldott nátrium-klorid elektrolízise során megy végbe. Itt a katódnál nátrium-hidroxid válik ki, miközben hidrogéngáz szabadul fel: 
2Na+ + 2H2O + 2e− → H2 + 2NaOH
A teljes reakció:
2NaCl + 2H2O → Cl2 + H2 + 2NaOH

## Felhasználása
- A nátrium-hidroxid a vegyipar elsődleges erős bázisa. Általában vizes oldatában alkalmazzák, mert így előállítása, és szállítása is egyszerűbb, és olcsóbb. Elsősorban savak semlegesítésére alkalmazzák.
- A nátrium-hidroxidot a Bayer-eljárás során bauxitból történő alumínium-oxid előállítására is alkalmazzák.
- Savak töménységének megállapítására nagyon jól használható.
- Régebben szappan előállításra széles körben alkalmazták. A szappankészítést először az arabok alkalmazták a 7. század környékén. A cselédek tipikusan NaOH fogyasztásával követtek el öngyilkosságot, ezért forgalmazását korlátozták.
- A papírgyártás során (a nátrium-szulfiddal együtt) a cellulózrostokban található lignin elkülönítésére alkalmazzák.
- Az élelmiszeriparban széles körben alkalmazzák, például a gyümölcsök héjának kémiai úton történő eltávolítására, csokoládé és kakaó készítése során, karamellel történő színezésnél, olajbogyó tartósításánál, valamint egyes pékárukban is előfordulhat. Élelmiszer-adalékanyagként, E524 néven alkalmazzák. Napi maximum beviteli mennyisége nincs meghatározva, valamint élelmiszerek esetén nincs ismert mellékhatása, mert rendkívül erős lúgossága miatt csak nagyon kis mennyiségben alkalmazható.[3] Gyakran nátrium-karbonáttal helyettesítik.[4]
- Az állati és növényi szöveteket egyaránt nagy mértékben roncsolja.
- Néhány tudatmódosító szer (például metamfetamin) készítésénél, a gyártás során felhasznált savak semlegesítésére, vagy katalizátor nátrium előállítására alkalmazzák.[5]

## Biztonsági kockázatok
A szilárd, vagy tömény oldatban lévő nátrium-hidroxid égési sérüléseket, maradandó sebeket, hegeket, valamint vakságot okozhat. 
Vízben történő oldása erősen exoterm folyamat, a felszabaduló hő égési sérülést, vagy gyúlékony anyagok belobbanását eredményezheti. Alumíniummal reagálva nagy mennyiségű hidrogén szabadul fel gáz formájában. Ezért a nátrium-hidroxidot zárt alumíniumtartályban, vagy zárt tartályban alumíniummal együtt tárolni igen veszélyes.